# Rron Broja
Rron Broja (ur. 9 kwietnia 1996 w Mitrowicy) – kosowski piłkarz, były członek albańskiej oraz kosowskiej reprezentacji U-21, której był kapitanem. W latach 2020–2021 należał do reprezentacji Kosowa.